# Ulrich Stottmeister

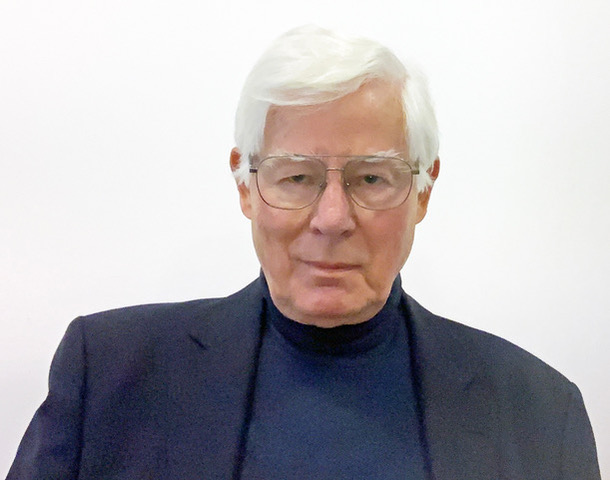
Ulrich Stottmeister. 2022

Ulrich Stottmeister (* 20. Dezember 1939 in Kyritz, Ostprignitz) ist ein deutscher Chemiker, war bis 2004 Professor der Fachgebiete Technische Chemie und Biotechnologie und ist derzeit Professor im Ruhestand. Ulrich Stottmeister ist Ordentliches Mitglied der Technikwissenschaftlichen Klasse der Sächsischen Akademie der Wissenschaften zu Leipzig und Ordentliches Mitglied der Deutschen Akademie der Technikwissenschaften acatech.

## Leben
Stottmeister besuchte die Goethe-Oberschule in Kyritz (Abitur 1957). Der berufliche Einstieg begann 1957 mit der Lehre als Chemielaborant im Elektrochemischen Kombinat Bitterfeld CKB. Von 1959 bis 1964 studierte er Chemie an der Karl-Marx-Universität Leipzig.
Nach der Promotion (1968) nahm Stottmeister eine Tätigkeit als Laborleiter in der Industrie auf und wechselte 1970 vom Fachgebiet der elektrochemischen Analytik zur technischen Mikrobiologie. In der Akademie der Wissenschaften der DDR (Institut für technische Chemie, Institut für Biotechnologie in Leipzig) war er ab 1970 wissenschaftlicher Mitarbeiter und von 1986 bis 1991 Abteilungsleiter (Mikrobielle Produktsynthesen und mikrobieller Abbau).
Von 1991 bis zum Übergang in den Ruhestand 2004 wirkte Stottmeister im Umweltforschungszentrum UFZ Leipzig/Halle als Leiter der Sektion Sanierungsforschung, später des Departments für Umweltbiotechnologie.
Die umfangreiche internationale Tätigkeit mit unterschiedlichsten wissenschaftlichen Aufgabenstellungen erstreckte sich nicht nur auf die Länder Osteuropas, sondern nach 1989 auch auf viele Länder Asiens und Amerikas.

### Qualifikationen und Berufungen
- 1968: Dr. rer. nat. (Beiträge zur analytischen Chemie einiger Kohlensäure-Schwefel-Derivate)
- 1986: Dr. sc. nat.  (Zum Einfluss des Sauerstoffs auf mikrobielle Produktsynthesen)
- 1987:„facultas docendii“ und Honorardozent, 1991 Umhabilitation zum Dr. rer. nat. habil.
- 1991: Assistant Professor University of Waterloo, Canada
- 1995: C4-Professor für Biotechnologie / Technische Chemie Universität Leipzig
- 1996: Ordentliches Mitglied der Sächsischen Akademie der Wissenschaften zu Leipzig
- 1997–2002: „scientific advisor“der wissenschaftlichen Zusammenarbeit Deutschland-Canada, Sektor Umwelt des Bundesministeriums für Bildung und Forschung.
- 2000: Adjunct Professor University of Saskatchewan (Kanada)
- 2002: Ordentliches Mitglied der Deutschen Akademie der Technikwissenschaften acatech
- 2004–2008: Vizepräsident und Präsident der International Society of Environmental Biotechnology (ISEB)
- 2017: Mitglied des Akademischen Rates der Humboldt-Gesellschaft e.V.

## Wirken
Stottmeister zeichnet als Autor, Koautor und Herausgeber für 10 Bücher und Monografien verantwortlich. Er ist Autor und Koautor von mehr als 150 wissenschaftlichen Publikationen.
Die naturwissenschaftlich-technisch ausgerichtete Tätigkeit von Stottmeister war zwischen 1970 und 2004 dadurch gekennzeichnet, dass er dem Fachgebiet der „Technischen Mikrobiologie“ mit den Teilgebieten „mikrobiologischer Schadstoffabbau“ und „mikrobielle Produktsynthesen“ neue Aspekte hinzugefügt hat. Diese wurden in den von ihm geleiteten Forschungseinheiten vom Labor- in den Technikums-Maßstab umgesetzt.
- Mikrobiologischer Schadstoffabbau
Die Forschungsarbeiten waren insbesondere auf die Stoffgruppe der schwerabbaubaren Phenolderivate und deren Makromoleküle in karbochemischen Altlasten Mitteldeutschlands ausgerichtet. Dazu wurden naturnahe Sanierungsverfahren der Bioremediation entwickelt. Die Herangehensweisen der enhanced natural attenuation wurden im Komplex von Biologie, Chemie und technologischen Schritten betrachtet, durch deren einzelnen Schritte für die genannte Schadstoffgruppe der mikrobiellen Schadstoffabbau eingeleitet wurde (Beispiel: Erste full-scale-Sanierung einer Schwelwasserdponie)
- Mikrobielle Produktsynthesen
Unter den erweiterten Umweltaspekten der Bioprävention (Rohstoffeinsatz, Kreislaufführung, Abfallvermeidung u. a.) wurden Grundlagenuntersuchungen zur Biopolymersynthese (z. B. Biopolymere „nach Maß“ aus unkonventionellen Rohstoffen wie Methan) und von biosynthetisch hergestellten Synthesebausteinen als building blocks durchgeführt (Kooperation mit [Dieter Sicker] (Universität Leipzig) (mikrobiologisch synthetisierte 2-Ketocarbonsäuren zur chemischen N-Heterocyclen-Synthese = Beispiel der „Weißen“ Biotechnologie für die „Grünen Chemie“.)
- Technologie-Folgenabschätzung
Nach dem Erreichen des Ruhestandsalters und Ausscheiden aus dem UFZ-Umweltforschungszentrum Leipzig-Halle und der Universität Leipzig (2004) wurden in der Sächsischen Akademie der Wissenschaften zu Leipzig Projekte zu „Nachwachsenden Rohstoffen“ und zum „Flächenrecycling“ unter den Gesichtspunkten der Technologie-Folgenabschätzung bearbeitet.
- Wissenschafts- und Technikgeschichte
Seit 2010 widmete sich Stottmeister vorrangig Themen der Technik- und Wissenschaftsgeschichte. Die Schwerpunkte sind ergänzende und neue Aspekte zu „Alexander von Humboldt und die technische Revolution“ und zur „russisch-sibirischen Reise 1829“.

## Publikation (Auswahl)
Ausgewählte Publikationen zur Technischen Mikrobiologie 2003–2012
Mikrobielle Produktsynthesen und mikrobiologischer Schadstoffabbau
- K.-D. Wendlandt, U. Stottmeister, J. Helm, B. Soltmann, M. Jechorek, M. Beck: The potential of methane-oxidizing bacteria for applications in environmental biotechnology. In: Eng. Lif. Sci. 10, (2), 2010, S. 87–102.
- A. Aurich, R. Specht, R. A. Müller, U. Stottmeister, V. Yovkova, C. Otto, M. Holz, G. Barth, P. Heretsch, F. A. Thomas, D. Sicker, A. Giannis: Microbiologically produced carboxylic acids used as building blocks in organic synthesis. In: X. Wang, J. Chen, P. Quinn (Hrsg.): Subcellular Biochemistry. Volume 64: Reprogramming Microbial Metabolic Pathways. Part 2, Springer, Berlin/ Heidelberg/ New York 2012, S. 391–424.
- U. Stottmeister, A. Aurich, H. Wilde, J. Andersch, S. Schmidt, D. Sicker: (2005), White biotechnology for green chemistry: fermentative 2-oxocarboxylic acids as novel building blocks for subsequent chemical syntheses. In: J. Ind. Microbiol. Biotechnol. 32 (11-12), S. 651–664.
- U. Stottmeister, A. Wießner, P. Kuschk, U. Kappelmeyer, M. Kästner, O. Bederski, R. A. Müller, H. Moormann: Effects of plants and microorganisms in constructed wetlands for wastewater treatment In: Biotechnol. Adv. 22 (1-2), 2003, S. 93–117.
- U. Stottmeister, P. Kuschk, A. Wiessner: Full-scale bioremediation and long-term monitoring of a phenolic wastewater disposal lake. In: Pure and Applied Chemistry. 82 (1), 2010, S. 161–173.

Veröffentlichungen zur Technikgeschichte ab 2016
- U. Stottmeister: Beitrag zur Technikgeschichte Mitteldeutschlands. Technologische und technische Entwicklungen zur biologischen Reinigung phenolhaltiger Abwässer aus der Karbochemie. In: Abhandlungen Sächsischen Akademie der Wissenschaften, Technikwissenschaftl. Kl. Band 1, Heft 4, S. Hirzel, Stuttgart/ Leipzig 2012.
- U. Stottmeister: Eberhard Leibnitz (1910–1986) und die Chemie Mitteldeutschlands in Forschung und Lehre. Universitätsverlag Leipzig 2018.

Aktuelle Veröffentlichungen zu Alexander von Humboldt (Auswahl)
- U. Stottmeister (2022b); Die Ural-Diamanten und Alexander von Humboldts russisch-sibirische Reise 1829. Akademische Verlagsanstalt Leipzig, 220 Seiten https://www.univerlag-leipzig.de/catalog/bookstore/article/2164-Die_UralDiamanten_und_Alexander_von_Humboldts_russischsibirische_Reise_1829
- U. Stottmeister (2022a): Der Mineraloge August Schmidt und die Entdeckung der Ural-Diamanten 1829. Teil II: Schmidts wissenschaftlicher Diamanten-Beweis und sein weiteres Schicksal im Ural. HiN – Humboldt im Netz XXIII, Bd. 44, S. 131–160
- U. Stottmeister (2021): Der Mineraloge August Schmidt und die Entdeckung der Ural-Diamanten 1829. Teil I:  Schmidts Weg in den Ural und die Diamantenvorhersage.  HiN – Humboldt im Netz XXII, Bd. 43, S. 101–127
- U. Stottmeister (2020): Alexander von Humboldt zur „Weberei der Alten“. HiN – Humboldt im Netz XXI, Bd. 41, S. 107–154
- U. Stottmeister (2017): Umweltgedanken zu Alexander von Humboldt HiN – Humboldt im Netz XVIII, Bd. 35, S. 75–93
- U. Stottmeister, (2019): Der junge Alexander von Humboldt und die Technologie – die brandenburgischen Exkursionen 1788. Abhandlungen der Humboldt-Gesellschaft e.V. TZ-Verlag Roßdorf, Bd. 42, S. 147–182 (online)